# Starstruck (programa de televisión)
Starstruck fue un programa de televisión chileno emitido por el canal Canal 13 . El programa está basado en el reality británico de concurso Stars in Their Eyes emitido por ITV Studios. El programa fue estrenado el 2 de mayo de 2022 y estuvo presentado por Sergio Lagos.
El jurado estuvo compuesto por los cantantes José Alfredo Fuentes y Andrea Tessa, y los presentadores de televisión Tonka Tomicic y Álvaro Escobar.

## Formato
Programa de concursos que consiste en un que un trío debe imitar a sus artistas favoritos, pero tienen que realizarlo al mismo tiempo, cada uno, usando uno de los diferentes looks del cantante original. 
A diferencia de otros programas de concursos, en este destaca el formato de 48 participantes, divididos en 16 grupos de tres concursantes en cada uno. En él, cada trío imitará a sus artistas favoritos, al mismo tiempo, pero representándolos en diferentes momentos de su vida, con sus looks e imágenes correspondiente a la época.

## Equipo
|                                        | Canal 13    | Canal 13    |
| Edición                                | 1           |             |
| Año                                    | 2022        |             |
| Presentador                            | Presentador | Presentador |
| -------------------------------------- | ----------- | ----------- |
| Sergio Lagos Presentador de televisión |             |             |
| Jurado                                 |             |             |
| Álvaro Escobar Actor y presentador     |             |             |
| Andrea Tessa Cantante                  |             |             |
| José Alfredo Fuentes Cantante          |             |             |
| Tonka Tomicic Presentadora             |             |             |

## Temporadas
| Temporada | Temporada | Episodios | Episodios | Emisión original  | Emisión original    |
| Temporada | Temporada | Episodios | Episodios | Primera emisión   | Última emisión      |
| --------- | --------- | --------- | --------- | ----------------- | ------------------- |
|           | 1         | 21        | 21        | 2 de mayo de 2022 | 15 de junio de 2022 |

### Starstruck(2022)
- 2 de mayo de 2022 – 15 de junio de 2022.

Esta es la primera edición de este nuevo concurso de talentos que Canal 13 pone en marcha. Un grupo de participantes imitan y cantan a su artista favorito con el fin de ganar un Gran Premio final, consistente en diez millones de pesos.

#### Participantes
| Concursante | Artista imitado                                                                                   | Estado                                  |
| --- | ------------------------------------------------------------------------------------------------- | --------------------------------------- |
| Jorge Villagrán | Vicente Fernández                                                                                 | Top 1                                   |
| Tábata Adaros | Isabel Pantoja                                                                                    | Top 2                                   |
| Francia Parra | Rihanna                                                                                           | Top 3                                   |
| Francisco Javier Vergara | Ana Gabriel                                                                                       | Top 4                                   |
| Andrés Serrano | Elvis Presley                                                                                     | Top 5                                   |
| Trygve Nystol | Joe Cocker                                                                                        | Top 6                                   |
| Ángel Zapata Yenifer Alcayaga Cristofer Mera Francisca Pantenes Luis Morales Yenni Luengo                                           | Elvis Presley Isabel Pantoja Vicente Fernández Joe Cocker Rihanna Ana Gabriel                     | Top 7                                   |
| Hans Mellado Benjamín Llanos | Luis Miguel                                                                                       | Top 8                                   |
| Emilio Carvajal Iván Cabrera | Raphael                                                                                           | Top 9                                   |
| Hugo Martínez Fiorella Gallardo Juan Andrés Cabrera Sergio Ortega Alejandra Lizama Nadia Gutiérrez Joaquín Maluenda Cristián Aguayo | Joe Cocker Isabel Pantoja Raphael Luis Miguel Ana Gabriel Rihanna Vicente Fernández Elvis Presley | Top 10                                  |
| Matías Fuentealba Frank Monroy Jonás Schneider                                                                                      | Chayanne                                                                                          | Top 11                                  |
| Ghirleine Kahn Alejandra Angulo Francis Fernández                                                                                   | Madonna                                                                                           | Top 12                                  |
| Benjamín Ramírez Germán Muñoz Carlos Cerón                                                                                          | Michael Jackson                                                                                   | Top 13                                  |
| Lisandra Valdés Victoria González Caroline Nickels                                                                                  | Tina Turner                                                                                       | Top 14                                  |
| Wilfredo Baena Gaspar Mondaca Anthony Blanco                                                                                        | Marc Anthony                                                                                      | Top 15 - 18 (Eliminados Fase de grupos) |
| Noelia Quiroz Dominique Sepúlveda Karen Rivera                                                                                      | Shakira                                                                                           | Top 15 - 18 (Eliminados Fase de grupos) |
| Lissette Cerda Ximena Díaz Carolina de la Rosa                                                                                      | Olivia Newton-John                                                                                | Top 15 - 18 (Eliminados Fase de grupos) |
| José Manuel Aguilar Marco Antonio Villarreal Manuel Gutiérrez                                                                       | Juan Gabriel                                                                                      | Top 15 - 18 (Eliminados Fase de grupos) |